# Jan Ambrož
Jan Ambrož (ur. 18 czerwca 1954 w Lanškrounie) – czeski szachista, mistrz międzynarodowy od 1980 roku.

## Kariera szachowa
W 1974 r. reprezentował Czechosłowację na rozegranych w Teesside drużynowych mistrzostwach świata studentów. Kilkukrotnie startował w finałach indywidualnych mistrzostw kraju, największy sukces odnosząc w 1980 r. w Trnawie, gdzie zdobył złoty medal. W 1982 r. jedyny raz w karierze wystąpił w narodowej drużynie na szachowej olimpiadzie, zdobywając w Lucernie srebrny medal.
Odniósł kilka sukcesów w turniejach międzynarodowych, m.in. w Starym Smokovcu (1980, I m.), Pradze (1981, turniej Bohemians, dz. I m. wspólnie z Eduardem Prandstetterem), dz. III m. w Halle (1984, za Witalijem Cieszkowskim i Wolfgangiem Uhlmannem, wspólnie z Constantinem Ionescu) oraz w Bad Ragaz (trzykrotnie dz. I m., w latach 1990, 1991 i 1992). W 1982 r. wystąpił w rozegranym w Băile Herculane turnieju strefowym (eliminacji mistrzostw świata), zajmując w stawce 22 zawodników VIII miejsce.
Najwyższy ranking w karierze osiągnął 1 stycznia 1981 r., z wynikiem 2490 punktów dzielił wówczas 4-5. miejsce wśród czechosłowackich szachistów. W 1996 r. zakończył czynną karierę zawodniczą.